# Enzo Amich
Vincenzo Amich, detto Enzo (Casale Monferrato, 26 luglio 1977), è un politico italiano, dal 13 ottobre 2022 deputato alla Camera per Fratelli d'Italia.

## Biografia
Entra nel mondo del lavoro svolgendo l'attività di operaio nel settore del legname. Dopo aver militato nella Brigata Paracadutisti "Folgore" come fuciliere assaltatore, inquadrato nel 183º Reggimento “Nembo”, dal 16 settembre 1997 al 16 settembre 2000 (congedato con il grado di caporal maggiore), ritorna a lavorare come operaio in una nota azienda dolciaria.
Dal 2002 al 2019, invece, è macchinista per Trenitalia.

## Attività politica
Il 26 maggio 2014 viene eletto sindaco di Coniolo. Ricopre tale incarico fino al 27 maggio 2019. Già coordinatore della locale sezione di Fratelli d’Italia dal gennaio 2018 (rimanendo in carica fino al gennaio 2023), alle elezioni amministrative del maggio 2019 è eletto consigliere comunale di Casale Monferrato con 148 preferenze individuali, per poi dimettersi dalla carica di consigliere poiché nominato Capo di Gabinetto del sindaco Federico Riboldi.
Alle elezioni regionali del Piemonte del 26 maggio 2019, candidato nelle liste di Fratelli d’Italia per la provincia di Alessandria, ottiene 3237 voti di preferenza individuale: pur non risultando eletto in consiglio regionale, il dato lo ha segnalato come il candidato più votato di Fratelli d’Italia in occasione di queste elezioni regionali dopo Roberto Rosso (candidato per la provincia di Torino).
Nominato commissario della sezione di Fratelli d’Italia di Valenza nel novembre del 2019, guida il partito fino alle elezioni comunali del 20-21 settembre 2020, vinte al ballottaggio dal candidato della coalizione di centro-destra Maurizio Oddone.
Nel novembre del 2020, su indicazione del presidente della Regione Piemonte Alberto Cirio, è nominato presidente del consiglio di amministrazione di 5T srl.
Alle elezioni politiche del 2022 viene eletto deputato nel collegio plurinominale Piemonte 2 - 02 nelle liste di Fratelli d’Italia, cessando così dagli incarichi di Capo di Gabinetto della città di Casale Monferrato e di presidente di 5T srl. Dal 9 novembre 2022 è membro della IX Commissione (Trasporti, Poste e Telecomunicazioni).
Da gennaio 2024 è membro della Commissione parlamentare di inchiesta sulle cause del disastro del Moby Prince. 
Nel maggio del 2024, in occasione delle elezioni europee, viene candidato nella lista di Fratelli d'Italia per la circoscrizione nord-occidentale.